# Hosszúcsőrű mézevő
A hosszúcsőrű mézevő (Melilestes megarhynchus) a madarak osztályának verébalakúak (Passeriformes) rendjébe és a mézevőfélék (Meliphagidae) családjába tartozó Melilestes nem egyetlen faja.

## Előfordulása
Indonézia és Pápua Új-Guinea területén honos. A természetes élőhelye szubtrópusi vagy trópusi nedves síkvidéki erdők és szubtrópusi vagy trópusi nedves hegyvidéki erdők.

## Alfajai
- Melilestes megarhynchus vagans (Bernstein, 1864)
- Melilestes megarhynchus megarhynchus (G. R. Gray, 1858)
- Melilestes megarhynchus stresemanni E. J. O. Hartert, 1930